# Politique de séparation de familles du gouvernement fédéral des États-Unis

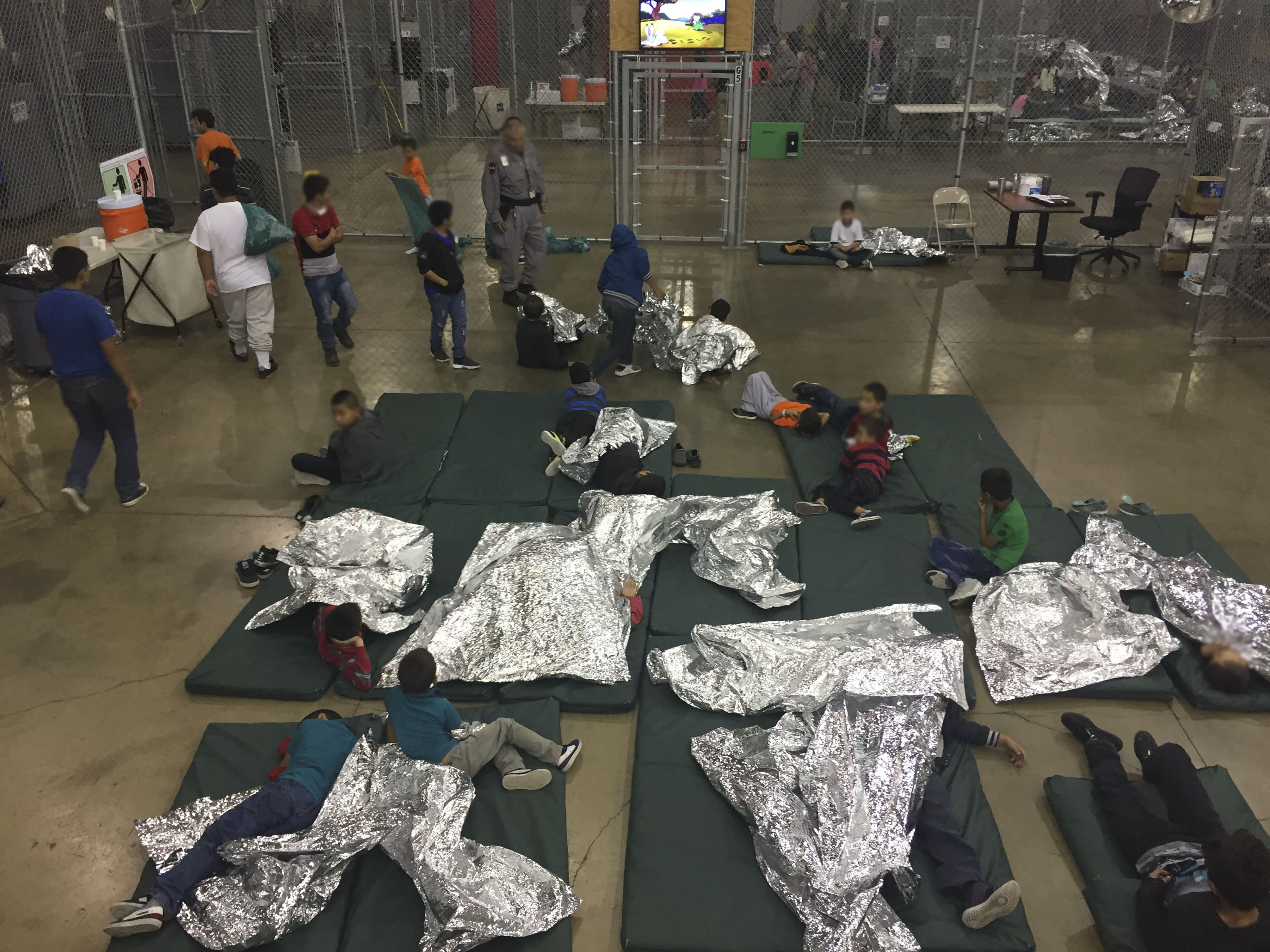
Mineurs détenus à McAllen (Texas).

La politique de séparation de familles du gouvernement fédéral des États-Unis (en anglais : Trump Administration family separation policy) est un aspect de la politique d'immigration de l'administration Trump, appliquée du 7 mai au 20 juin 2018. Elle implique que tout immigrant illégal adulte arrêté à la frontière entre les États-Unis et le Mexique est automatiquement envoyé dans une prison fédérale alors que les mineurs sont pris en charge, comme l'édicte la loi fédérale américaine, par le département de la Santé et des Services sociaux des États-Unis (HHS). Les conditions de la prise en charge des mineurs par le HHS, exposées par les médias en juin 2018, suscitent de fortes réactions dans le monde entier. 
D'après le département de la Sécurité intérieure des États-Unis, la politique mène à la séparation d'environ 2 000 enfants de leurs parents au cours des six premières semaines d'application,. En avril et mai 2018, environ 45 mineurs sont pris en charge par jour,. La politique est annoncée publiquement par le procureur général des États-Unis, Jeff Sessions, avec pour but de dissuader les migrants de traverser la frontière illégalement. Plusieurs manifestations sont organisées pour contester la politique. À la mi-juin, l'Organisation des Nations unies demande aux États-Unis de cesser une pratique qu'elle décrit comme « inadmissible » et « cruelle ». Le 18 juin 2018, la sénatrice Dianne Feinstein (Californie) dépose un projet de loi, co-signé par l'ensemble de ses collègues démocrates au Sénat des États-Unis, ainsi que les indépendants Bernie Sanders (Vermont) et Angus King (Maine), visant à mettre fin à cette mesure.
Nombre de républicains s'opposent également à cette politique de séparation, notamment les sénateurs Dean Heller (Nevada), Jeff Flake (Arizona), John McCain (Arizona), Ben Sasse (Nebraska), Susan Collins (Maine) et Orrin Hatch (Utah), ainsi que les gouverneurs Pete Ricketts (Nebraska), Bruce Rauner (Illinois) et John Kasich (Ohio). Le 20 juin 2018, le président Donald Trump signe un ordre exécutif ordonnant de mettre fin à la politique ; plusieurs médias rapportent qu'il a été poussé en ce sens par la secrétaire à la Sécurité intérieure Kirstjen Nielsen.